# Idefix (rover)
Idefix este un lander și rover care a fost dezvoltat de Centrul Aerospațial German (DLR) și agenția spațială franceză CNES în cooperare cu agenția spațială japoneză JAXA și urmează să fie transportat de sonda japoneză Martian Moons Exploration (MMX). Roverul va ateriza pe satelitul marțian Phobos și îl va explora înainte de aterizarea sondei MMX care va preleva mostre de adus pe Pământ.

## Pregătirea misiunii
Caroseria și șasiul roverului au fost realizate de DLR la Bremen. În noiembrie 2022, acestea au fost livrate la CNES la Toulouse pentru instalarea tuturor celorlalte sisteme. În iunie 2023, roverul a fost finalizat și numit Idefix. Are 25 kg masă și 51 cm lungime. Numele a fost ales cu referire la satelitul Astérix, primul satelit francez, lansat în 1965.

## Misiune
Sonda japoneză Martian Moons Exploration (MMX) va fi lansată din Japonia și va intra pe orbită în jurul lui Marte. Înainte de a ateriza pe Phobos pentru a colecta probe, va da drumul roverului Idefix de la o altitudine de 40-100 m, de unde acesta va cădea pe suprafața satelitului. Acolo ar trebui să se redreseze - probabil după câteva hopuri mici - și să pregătească pentru executarea misiunii. Începe apoi o fază de măsurare de trei luni, timp în care roverul merge la diverse ținte importante din punct de vedere științific și explorează natura solului.
În general, misiunea MMX este destinată să servească două obiective științifice: determinarea originii sateliților marțieni și a proceselor de formare a planetelor în sistemul solar, precum și cercetarea proceselor de dezvoltare ale sistemului marțian (Marte, Phobos și Deimos).